# Дом цехового Алексея Стрельцова
Дом цехово́го Алексе́я Стрельцо́ва — исторический особняк в центре Москвы (Петровский бульвар, д. 19/2 стр. 1). Построен не позднее XVIII века, после пожара 1812 года перестроен в стиле ампир. В этом доме родилась математик Софья Ковалевская. Особняк имеет статус объекта культурного наследия федерального значения.

## История
В XVII веке на этой территории располагалась Стрелецкая слобода, упразднённая при Петре I. Не позднее XVIII века здесь была построена усадьба цехового (мануфактурщика) Алексея Стрельцова. Во время пожара 1812 года усадьба серьёзно пострадала и в 1820-х – начале 1830-х годов была перестроена в стиле ампир. Дом перестраивался и в дальнейшем.
В середине XIX века в особняке жила семья полковника Василия Васильевича Корвин-Круковского. Именно здесь 3 [15] января 1850 года родилась его дочь Софья Ковалевская. В 1850-1860-х годах особняком владел известный врач-терапевт П. Л. Пикулин. В то время в его доме часто собирались представители московской интеллигенции: поэт А. А. Фет, прозаики Д. В. Григорович и А. В. Станкевич, юрист Б. Н. Чичерин, переводчик Н. Х. Кетчер, врач С. П. Боткин.

## Архитектура
Дом цехового Алексея Стрельцова является типичным примером послепожарной застройки Бульварного кольца. Изначально он имел деревянный мезонин и пилястровый портик (ныне утраченный). На месте трёх окон в арочных проёмах первого этажа ранее располагался парадный вход.